# Aristócrates II
Aristócrates II fue un rey de Arcadia, que vivió en el siglo VII a. C.; nieto de Aristócrates I y como él, muerto a pedradas por sus vasallos, porque durante la guerra de estos y los mesenios contra los espartanos, se dejó sobornar por los últimos y traicionó a sus aliados.
Los arcadios, además de darle muerte, proscribieron a la familia del traidor y abolieron la monarquía.